# Fagonia longispina
Fagonia longispina är en pockenholtsväxtart som beskrevs av Battand.. Fagonia longispina ingår i släktet Fagonia och familjen pockenholtsväxter. Inga underarter finns listade i Catalogue of Life.